# Odontosyllis twincayensis
Odontosyllis twincayensis är en ringmaskart som beskrevs av Russell 1989. Odontosyllis twincayensis ingår i släktet Odontosyllis och familjen Syllidae. Inga underarter finns listade i Catalogue of Life.